# 遠別町
遠別町（日语：／ Enbetsu chō */?）是位于日本北海道留萌振興局北部的町，也是日本最北端的稻作地。當地主要產業是漁業、農業、酪農業和林業。名稱源自阿伊努語的「wen-pet」（壞的河川）或「u-ye-pet」（談話的河川）。

## 人口
| |                                               |  |
| 遠別町與日本全國年齡別人口分布比較圖 （2005年資料） | 遠別町的年齡、男女別人口分布圖 （2005年資料） |  |
| ■紫色是遠別町 ■綠色是全国 | ■藍色是男性 ■紅色是女性                       |  |
| 遠別町人口變化 \| 1970年 \| 6,971人 \| \| \| 1975年 \| 5,739人 \| \| \| 1980年 \| 5,375人 \| \| \| 1985年 \| 4,900人 \| \| \| 1990年 \| 4,414人 \| \| \| 1995年 \| 3,912人 \| \| \| 2000年 \| 3,683人 \| \| \| 2005年 \| 3,421人 \| \| \| 2010年 \| 3,086人 \| \| \| 2015年 \| 2,806人 \| \| \| 2020年 \| 2,520人 \| \| |                                               |  |
| 資料來源：日本總務省統計中心提供之人口普查數據 |                                               |  |
| 1970年 | 6,971人                                       |  |
| 1975年 | 5,739人                                       |  |
| 1980年 | 5,375人                                       |  |
| 1985年 | 4,900人                                       |  |
| 1990年 | 4,414人                                       |  |
| 1995年 | 3,912人                                       |  |
| 2000年 | 3,683人                                       |  |
| 2005年 | 3,421人                                       |  |
| 2010年 | 3,086人                                       |  |
| 2015年 | 2,806人                                       |  |
| 2020年 | 2,520人                                       |  |

## 歷史
- 1896年：白幡源太郎進入遠別地區開墾，為最早的開墾紀錄。
- 1897年：來自越前的集體移民進入進行開墾。
- 1903年：遠別村從天鹽村（現在的天鹽町）分割獨立設置，並設置天鹽村外2村戶長役場。
- 1919年4月1日：成為北海道二級村。[4]
- 1949年4月1日：改制為遠別町。[5]

## 交通

### 機場
- 稚內機場（位於稚內市）
- 旭川機場（位於旭川市）

### 鐵路
- 羽幌線（已廢線）

### 道路
| 一般國道 - 國道232號 主要道道 - 北海道道119號遠別中川線 | 道道 - 北海道道256號豐富遠別線 - 北海道道393號遠別停車場線 - 北海道道688號名寄遠別線 - 北海道道741號上遠別霧立線 - 北海道道826號丸松線 - 北海道道854號清川線 - 北海道道971號旭溫泉旭線 |

## 觀光景點

### 觀光
- 旭溫泉
- 富士見丘公園
- 金浦原生花園

## 教育

### 高等學校
- 道立北海道遠別農業高等學校 （页面存档备份，存于）

### 中學校
- 遠別町立遠別中學校

### 小學校
- 遠別町立遠別小學校

## 姊妹、友好都市

### 海外
- 卡斯尔加（加拿大英屬哥倫比亞）

## 本地出身的名人
- 松村和子：歌手
- 坂川榮治：作家
- 正司歌江：相聲表演者
- 品田雄吉：電影評論家

## 外部連結
- （日語）遠別たより （页面存档备份，存于）（遠別地區情報Blog）
- （日語）北海道釣魚之旅 - 遠別町之旅
- （日語）道路休息站-富士見